# ایستگاه کتابخانه ملی قطر
ایستگاه کتابخانه ملی قطر ایستگاهی در خط سبز متروی دوحه در منطقه الشقب است. این ایستگاه به شهرداری الریان، به‌ویژه الشقب و سایر مناطق مرتبط با شهر آموزش و بنیاد قطر خدمات‌رسانی می‌کند. این ایستگاه در خیابان اللقطه، در کنار کتابخانه ملی قطر واقع شده‌است.
ایستگاه کتابخانه ملی قطر در حال حاضر فاقد مترولینک است. امکانات موجود در محل شامل سرویس بهداشتی و نمازخانه است.

## تاریخچه
این ایستگاه در ۱۰ دسامبر ۲۰۱۹ به‌همراه سایر ایستگاه‌های خط سبز (که با نام خط آموزش نیز شناخته می‌شود) به روی عموم باز شد.

## طرح‌بندی ایستگاه
| همکف | سطح خیابان                                      | خروجی/ورودی            | خروجی/ورودی            |
| -۱   | میزانسن                                         | کنترل کرایه، فروش بلیط | کنترل کرایه، فروش بلیط |
| -۲   | خدمات عمومی                                     | مغازه‌ها                | مغازه‌ها                |
| -۳   | به غرب                                          | M2 به سمت الرفاع       |                        |
| -۳   | سکوی جزیره‌ای، درها به سمت چپ یا راست باز می‌شوند |                        |                        |
| -۳   | به شرق                                          | M2 به سمت المنصوره     |                        |